# Viktor Puťatin
Viktor Pavlovyč Puťatin (12. září 1941 Charkov, Sovětský svaz – 2. listopadu 2021) byl sovětský a ukrajinský sportovní šermíř, který se specializoval na šerm fleretem. Sovětský svaz reprezentoval v šedesátých a sedmdesátých letech. Jako sovětský reprezentant zastupoval kyjevskou šermířskou školu, která spadala pod Ukrajinskou SSR. Na olympijských hrách startoval v roce 1968 v soutěži jednotlivců a družstev a v roce 1972 v soutěži družstev. V roce 1967 získal titul mistra světa v soutěži jednotlivců. Se sovětským družstvem fleretistů vybojoval dvě stříbrné (1968, 1972) olympijské medaile a celkem vybojoval s družstvem čtyři tituly mistrů světa (1965, 1966, 1969, 1970).